# Русский археологический институт в Константинополе
Русский археологический институт в Константинополе (РАИК) — первое по времени создания российское научное общество по исследованию истории, археологии, искусства христианского Востока за границей (в Оттоманской империи).
С предложением о создании РАИК выступил в 1888 году русский византинист Фёдор Успенский, ставший впоследствии его директором. Предложение было поддержано послом в Константинополе Александром Нелидовым и советником обер-прокурора Святейшего синода по восточному вопросу Иваном Троицким.
В 1894 году императором Александром III были утверждены устав и штат РАИК, который был торжественно открыт 26 февраля 1895 года. 
Основные направления работы РАИК, по уставу: изучение древней географии и топографии, исследование истории и археологии всех территорий исторической Византии, описание рукописей, эпиграфика и нумизматика, исследование архитектуры и монументальных памятников искусства. Посол Нелидов сумел получить от Порты разрешение на раскопки на всей территории империи и удержания половины всех находок.
В 1901—1908 годах учёным секретарём РАИК был Роберт Лепер. 
Исследования сотрудников РАИК публиковались в журнале «Известия РАИК»; вышли 16 томов: монографии Фёдора Успенского «Археологические памятники Сирии» (1902. Т. 7. Вып. 2—3) и «Константинопольский серальский кодекс Восьмикнижия» (1907. Т. 12), Фёдора Шмита «Кахрие-Джами: История монастыря Хоры. Архитектура мечети. Мозаики нарфиков» (1906. Т. 11) и другие. 
Деятельность РАИК была прервана началом Первой мировой войны: в декабре 1914 года имущество института и музея, за исключением вывезенных ранее части архива и ряда предметов, было конфисковано турецким правительством и перевезены в Оттоманский музей (Müze-i Hümayun). В мае 1920 года институт был официально упразднён.